# Јапанске дуње
Јапанске дуње (лат. Chaenomeles) су род листопадног грмља са три врсте, најшешће висок 1–3 метра, из породице ружа. Оне су домаће биљке у Јапану, Кореји, Кини, Бутану и Бурми. Ове биљке су повезане са дуњом (Cydonia oblonga) и кинеском дуњом (Pseudocydonia sinensis), од којих се разликују по рецкастом лишћу коме недостају маље, као и по цвету, које се рађа у гроздовима, и има чашичне листиће и стигму који су урођени у основи биљака из овог рода.
Листови су наизменично распоређени, једноставни и имају рецкасту ивицу. Цветови су пречника 3–4,5 центиметра, са пет круница и обично су светло наранџасто-црвене боје, али могу бити и беле или ружичасте; цветају у касну зиму или рано пролеће. Плод је помум са пет тучка; сазрева у касну јесен.
Ларве неких врста лептира користе ову биљку у прехрамбене сврхе.